# Gnophomyia tricepoides
Gnophomyia tricepoides är en tvåvingeart som beskrevs av Alexander 1967. Gnophomyia tricepoides ingår i släktet Gnophomyia och familjen småharkrankar.
Artens utbredningsområde är Peru. Inga underarter finns listade i Catalogue of Life.